# Gunnar Ljungdahl
Gunnar Johan Georg Ljungdahl, född 16 augusti 1920 i Malmö, död 3 januari 2022 i Stockholm, var en svensk diplomat.

## Biografi
Ljungdahl avlade studentexamen 1939, reservofficersexamen 1942 och juris kandidatexamen i Lund 1945 innan han blev attaché vid Utrikesdepartementet (UD) 1945. Ljungdahl tjänstgjorde i New York 1946, Mexico City 1948, Havanna 1950 och vid UD 1950. Han var tillförordnad andre sekreterare 1953 (extra ordinarie 1952), beskickningssekreterare vid OEEC-delegationen i Paris 1954 och förste ambassadsekreterare i Bonn 1957.
Ljungdahl var ambassadråd i Bryssel och Luxemburg 1961–1965, i Helsingfors 1965–1968 och var kansliråd vid handelsavdelningen vid UD 1968–1974. Han var sändebud i Sofia 1974–1978, utrikesförvaltningens inspektör 1978–1983 och ambassadör vid Heliga stolen 1983–1986. Ljungdahl var därefter biträdande introduktör av främmande sändebud 1986 och introduktör 1988–1990.
Han var chef för svenska kontingenten vid Neutrala nationernas övervakningskommission i Korea 1973–1974 och ordförande vid svenska delegationen vid olika internationella konferenser vid FN och OECD 1968–1973.
Gunnar Ljungdahl var son till kyrkoherden Johan Ljungdahl och Signe Pettersson. Han gifte sig 1946 med Ebba Uggla (1919–1997), dotter till översten Carl Uggla och Sigrid af Petersens. De är föräldrar till Claes (född 1947) och Lennart (född 1951). Makarna Ljungdahl är begravda på Solna kyrkogård.